# Política das Bermudas
A Política das Bermudas são o mais antigo Território Britânico Ultramarino e o mais antigo Território Britânico Ultramarino autônomo, e têm um grande grau de autonomia interna através da autoridade e papéis de governança delegados pelo Governo nacional (o Governo britânico, que em última instância é responsável pela governação de todo o território britânico). Seu parlamento realizou sua primeira sessão em 1620, tornando-se o terceiro parlamento contínuo mais antigo do mundo. Como parte do reino britânico, o rei Carlos III é chefe de Estado e é representado nas Bermudas por um governador, que ele nomeia com base no conselho do governo britânico. O governador tem responsabilidades especiais em quatro áreas: assuntos externos, defesa, segurança interna e policiamento.
Internamente, as Bermudas são uma dependência democrática representativa do Parlamento. O primeiro-ministro é o chefe de governo e existe um sistema multipartidário. O judiciário é independente do executivo e do legislativo. A defesa militar é oficialmente da responsabilidade do governo soberano do Reino Unido, mas várias forças militares foram criadas sob a legislação local, incluindo o atual Regimento Real das Bermudas.
Bermudas é representada por delegações britânicas na Organização das Nações Unidas (ONU) e suas agências relacionadas. O Comitê das Nações Unidas sobre Descolonização inclui Bermudas na lista das Nações Unidas de territórios não autônomos.